# Euthalia taooana
Euthalia taooana är en fjärilsart som beskrevs av Moore 1878. Euthalia taooana ingår i släktet Euthalia och familjen praktfjärilar. Inga underarter finns listade i Catalogue of Life.